# Judo-Ozeanienmeisterschaften 1965
Die Judo-Ozeanienmeisterschaften 1965 waren die erste Austragung der von der Oceania Judo Union (OJU) ausgerichteten Wettkämpfe zur Ermittlung der Ozeanienmeister im Judo und fanden in der neuseeländischen Stadt Auckland statt.

## Ergebnisse
| Gewichtsklasse | Gold           | Silber               | Bronze |
| -------------- | -------------- | -------------------- | ------ |
| Leichtgewicht  | John Burke     | Armando Infantino    | —      |
| Mittelgewicht  | Bruce McCoombe | Dave Delay           | —      |
| Schwergewicht  | John Oosterman | Theodore Boronovskis | —      |

## Medaillenspiegel
| Platz | Land       | Gold | Silber | Bronze | Gesamt |
| ----- | ---------- | ---- | ------ | ------ | ------ |
| 1.    | Neuseeland | 3    | 1      | 0      | 4      |
| 2.    | Australien | 0    | 2      | 0      | 2      |